# Erika Streit
Erika Streit (1. března 1910 Bílina – 2. června 2011 Kilchberg) byla česká malířka švýcarského původu.

## Životopis
Narodila se v Bílině ve švýcarské rodině Hermanna Streita (1880–1965) a jeho manželky Elisabeth, rozené Spoerri (1883–1971). Dále rodina bydlela v Praze.

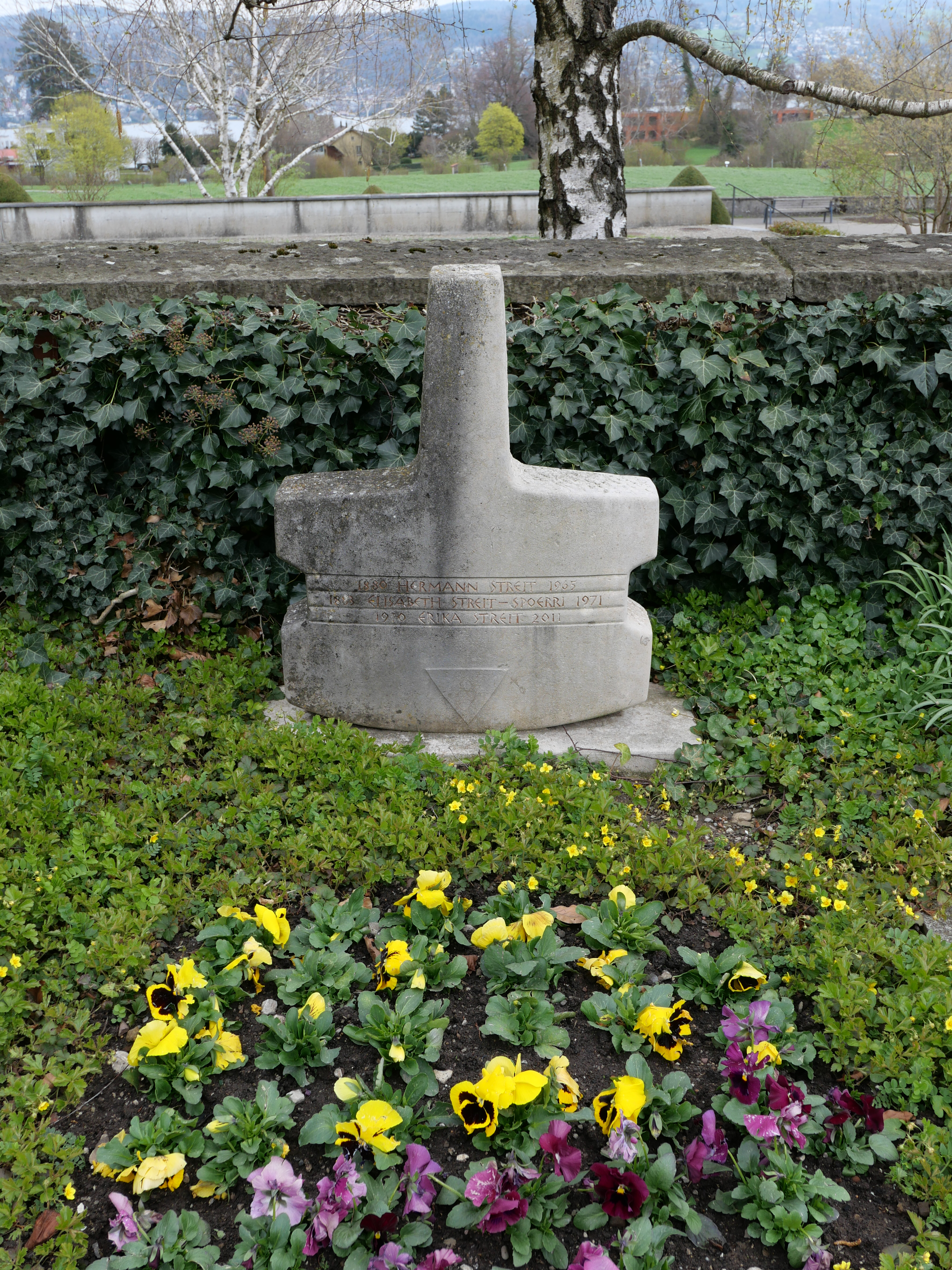
Hrob Eriky Streit v Kilchbergu

V letech 1927–1930 studovala na Vysoké škole výtvarných umění v Drážďanech, mimo jiné u Carla Radea (1878–1954). V letech 1930–1933 pokračovala u profesorů Richarda Müllera, Ferdinanda Dorsche, Maxe Feldbauera a Otty Dixe. Také studovala anatomii u Hermanna Dittricha.
Když nacisté v roce 1933 chtěli vyloučit Ottu Dixe z akademie, Erika Streit patřila k sedmi studentům, kteří jej obhajovali. Po propuštění pokračoval v soukromých lekcích, které navštěvovala a inspirovala se jeho novou věcností. Pedagog byl v té době vzorem mladé generace. Patřil mezi moderní obhájce sociálně kritických postojů a v rámci své pedagogické kariéry se věnoval především portrétnímu umění.
V roce 1930 byla několikrát portrétována fotografem Hugo Erfurth. V roce 1934 ji namaloval Hans Theo Richter.
V letech 1934–1938 absolvovala několik studijních pobytů v Paříži. Studovala na Colarossiho akademii, pokračovala na Académii Scandinave, také na Académii Ranson. Na Académie de la Grande Chaumière se v ateliéru Jean-Pierra Darny (1893–1965) seznámila s malířkami Margrit Haemmerli a Susanne Baader (* 1906), s nimiž se přátelila celý život.
Malířka se stýkala se sudetoněmeckými i pražskými umělci. V meziválečné době s nimi vystavovala v Praze i v Liberci. Přátelila se s německými malíři Ernstem Ludwigem Kirchnerem a Cunem Amietem. V roce 1938 se začala věnovat keramice a jejímu malování.
Druhá světová válka ji přiměla přestěhovat se v roce 1943 do Kilchbergu u Curychu. Od poloviny šedesátých let až do roku 1996 se věnovala především na grafice. Pracovala technikou hlubotisku a experimentovala s kresbou včelím voskem.

## Dílo
Její ranou tvorbu charakterizují akvarely. Celoživotním zájmem bylo zobrazování lidí. Později se věnovala častěji portrétům. Mezi témata patřili bezdomovci, ženy a zrcadla. Malířka měla blízko k filozofii Rudolfa Steinera, která se projevila v abstraktních měsíčních obrázcích.
Ve svém rozsáhlém díle obsáhla vývoj od expresionismu po novou věcnost. Náměty tvořily portréty, postavy, krajiny nebo zátiší. Další oblast tvořily kresby, grafika a následně keramika. Její uměleckou pozůstalost spravuje a inventarizuje od roku 2001 Erika Streit Stiftung v Kilchbergu.

### V Československu
V Čechách bylo její dílo známo díky jejím pobytům v Praze a účasti na meziválečných výstavách sudetoněmeckých malířů. Její obrazy se tak dostaly mimo jiné do Severočeské galerie v Liberci. 
V roce 2020 její dílo zařadili do kontextu malby v Československu Ivo Habán, Anna Habánová a Helena Musilová.
Dva portréty malířky a další obrazy byly představeny v roce 2024 na výstavě Nové realismy, uspořádané Galerií hlavního města Prahy v Městské knihovně v Praze.

### Obrazy
- Autoportrét s výhledem na Bořeň (1930)
- Autoportrét v červené blůze